# Batracomorphus procne
Batracomorphus procne är en insektsart som beskrevs av Knight 1983. Batracomorphus procne ingår i släktet Batracomorphus och familjen dvärgstritar. Inga underarter finns listade i Catalogue of Life.